# Thermia
Thermia is een geslacht van weekdieren uit de klasse van de Gastropoda (slakken).

## Soorten
- Thermia cressida (Hutton, 1883)
- Thermia subincarnata (Suter, 1894)
- Thermia virescens (Suter, 1899)